# Festuca patzkei
Festuca patzkei är en gräsart som beskrevs av Markgr.-dann. Festuca patzkei ingår i släktet svinglar, och familjen gräs. Inga underarter finns listade i Catalogue of Life.